# Gregory Santos
Gregory Omar Santos (San Cristóbal, República Dominicana, 28 de agosto de 1999), más conocido como Gregory Santos, es un jugador profesional dominicano de béisbol que se desempeña en la posición de lanzador en Seattle Mariners, equipo de las Grandes Ligas de Béisbol (MLB).

## Carrera
Santos hizo su debut en la MLB con el equipo San Francisco Giants, en el cual jugó dos temporadas (2021-2022), después pasó a Chicago White Sox (2023), posteriormente a Seattle Mariners, donde lleva jugando una temporada.